# 怪物の花嫁
『怪物の花嫁』（原題: Bride of the Monster）は、1956年のアメリカ映画。エド・ウッドが監督・原案・脚本を務めたSF・ホラー映画である。日本では1995年に公開された。『ナイト・オブ・ザ・グールス』（en）という続編も存在する。

## ストーリー
とある町の沼に立ち入った者が行方不明になる事件が相次ぐ。新聞記者ジャネットは沼のそばの屋敷へ調査に行くが、屋敷の主人ヴォーノフ博士の下男ロボにつかまる。同じころ、怪奇現象の専門家ストロースキー教授は、ヴォーノフが原子力の研究の末に「原子の超人」なる者を生み出すと考え、屋敷に来るが、沼にいた大ダコに食べられてしまう。ヴォーノフ博士はジャネットを実験台にしようとするが、気変わりしたロボの妨害やジャネットの婚約者であるディック・クレイグ警部補の登場により窮地に立たされる。そして、ヴォーノフ博士は自らを「原子の超人」にして逃亡するが、警官隊に追い詰められた末に沼に落ち、大ダコに襲われたところで落雷を受け爆発、炎の中に消える。

## キャスト
- エリック・ヴォルノフ博士：ベラ・ルゴシ
- ロボ：トー・ジョンソン
- ジャネット・ロートン：ロレッタ・キング
- ディック・クレイグ：トニー・マッコイ
- トム・ロビンス：ハーヴェイ・B・ダン
- ウラジミール・ストラウスキー教授：ジョージ・ベックワー
- ケルトン：ポール・マルコ

## スタッフ
- 監督・脚本・原案：エド・ウッド
- SFX：パット・ディンガ
- 制作補：トニー・マッコイ
- 日本語字幕：石田泰子